# Ghost (singel Elli Henderson)
Ghost – pierwszy singel brytyjskiej piosenkarki Elli Henderson z jej debiutanckiego albumu studyjnego Chapter One, wydany 8 czerwca 2014 roku w Wielkiej Brytanii. Twórcami tekstu są Kenan Williams, Ryan Tedder, Noel Zancanella oraz sama Henderson, natomiast producentami utworu są Ryan Tedder i Noel Zancanella.

## Teledysk
Teledysk, który był kręcony 10 marca 2014 roku w Nowym Orleanie, miał swoją premierę 23 kwietnia tego samego roku. Klip przedstawia Henderson wykonującą utwór w czerwono oświetlonym motelu.
Dnia 14 kwietnia 2014 roku w sieci pojawił się również teledysk do zremiksowanej wersji utworu, którego dyrektorem jest Jem Talbot. Możemy zobaczyć w nim młodą kobietę, graną przez Samarę Zwain, która chodząc po opuszczonym domu wspomina swój związek.

## Format wydania
Digital download – Single
1. "Ghost"  – 3:36

Digital download – Remixes
1. "Ghost" (Switch Remix Radio Edit) – 3:40
2. "Ghost" (Kastle Remix Radio Edit) – 3:36
3. "Ghost" (Oliver Nelson Remix) – 5:04

## Pozycje na listach
| Lista                                       | Najwyższa pozycja |
| ------------------------------------------- | ----------------- |
| Australia (ARIA Charts)                     | 3                 |
| Austria (Ö3 Austria Top 40)                 | 2                 |
| Belgia (Ultratip Flandria)                  | 28                |
| Czechy (IFPI)                               | 9                 |
| Dania (Tracklisten)                         | 15                |
| Holandia (Single Top 100)                   | 32                |
| Finlandia (Suomen virallinen lista)         | 20                |
| Irlandia (IRMA)                             | 1                 |
| Kanada (Canadian Hot 100)                   | 21                |
| Niemcy (Media Control Charts)               | 3                 |
| Nowa Zelandia (Recorded Music NZ)           | 4                 |
| Polska (ZPAV)                               | 8                 |
| Słowacja (IFPI)                             | 13                |
| Stany Zjednoczone (Hot 100)                 | 22                |
| Stany Zjednoczone (Heatseekers Songs)       | 6                 |
| Stany Zjednoczone (Hot Adult Top 40 Tracks) | 17                |
| Szkocja (OCC)                               | 1                 |
| Szwajcaria (Schweizer Hitparade)            | 10                |
| Szwecja (Sverigetopplistan)                 | 11                |
| Węgry (Rádiós Top 40)                       | 3                 |
| Wielka Brytania (UK Singles Chart)          | 1                 |

| Państwo               | Certyfikat  | Sprzedaż |
| --------------------- | ----------- | -------- |
| Australia (ARIA)      | 2 x Platyna | 140 000+ |
| Nowa Zelandia (RMNZ)  | Platyna     | 15 000+  |
| Szwecja (GLF)         | Złoto       | 20 000+  |
| Wielka Brytania (BPI) | Platyna     | 600 000+ |